# دوغ براون (لاعب هوكي الجليد)
دوغ براون (بالإنجليزية: Doug Brown)‏ هو لاعب هوكي الجليد أمريكي، ولد في 12 يونيو 1964 في Southborough, Massachusetts ‏ في الولايات المتحدة.

## وصلات خارجية
- دوغ براون على موقع دوري الهوكي الوطني (الإنجليزية)
- دوغ براون على موقع EliteProspects.com (الإنجليزية)
- دوغ براون على موقع HockeyDB.com (الإنجليزية)
- دوغ براون على موقع Hockey-Reference.com (الإنجليزية)